# Distretto di Aligarh
Aligarh è un distretto dell'India di 2 990 388 abitanti. Capoluogo del distretto è Aligarh.